# Его — чоловікам не можна довіряти
«Его — чоловікам не можна довіряти» (тур. EGO) — турецький телесеріал 2023 року у жанрі драми та створений компанією Pastel Film. В головних ролях — Алперен Дуймаз, Меліса Асли Памук, Ахмет Каякесен, Руя Хелін Демірбулут.
Перша серія вийшла в ефір 5 лютого 2023 року.
Серіал має 1 сезон. Завершився 13-м епізодом, який вийшов у ефір 21 травня 2023 року.
Режисер серіалу — Дога Джан Анафарта, Шенол Сонмез.
Сценарист серіалу — Гульсев Карагоз, Зафер Озер Четінель, Горкем Тузун, Окан Башар Бахар, Ахмет Орчун Окшар, Еркан Біргорен, Еліф Туна Кийги.
Серіал є адаптацією південнокорейської драми 2014 року «Спокуса (серіал, 2014)» .

## Сюжет
Наближався день весілля, ніщо не передбачало виникнення проблем. Ерхан потрапив у тенета шахраїв, і в підсумку йому потрібна велика сума грошей. Борг, який бере молодий чоловік, виявляється занадто великим, щоб впоратися з ним самотужки. Колишнім життя Ерхана і його нареченої не буде. Здається, що їм ніколи не виплутатися з такої страшної історії. Але виникає рішення проблеми, щоправда, воно виявляється ще більш страшним. Закоханим людям пропонує вихід з положення власниця компанії, в якій працює Ерхан. Сібель абсолютно не побоюється пропонувати авантюру.

## Актори та персонажі
| Актор                | Роль             |
| -------------------- | ---------------- |
| Алперен Дуймаз       | Ерхан Йилдирим   |
| Меліса Асли Памук    | Сібель Кораслан  |
| Ахмет Каякесен       | Тунджай Кораслан |
| Руя Хелін Демірбулут | Еліф Текін       |
| Ердал Кючуккьомюрджу | Тахір Кораслан   |
| Туна Орхан           | Бурхан           |
| Хюлья Гюльшен        | Шукран           |
| Дерья Бешерлер       | Бегюм Кораслан   |
| Азіз Джанер Інан     | Зафер            |
| Шафак Пекдемір       | Есін             |
| Наз Сайінер          | Сенем            |
| Емірхан Донмез       | Арда             |
| Джан Сертач Адальєр  | Самет            |
| Топрак Ківілджим     | Беркай           |
| Ейлюль Акдаг         |                  |
| Еслем Баручу         |                  |
| Ахмет Шенінак        |                  |
| Валісон Фонсека      | Тімур            |
| Севілай Чифтчі       |                  |

## Сезони
| Сезон | Епізоди | Епізоди | Оригінальний показ | Оригінальний показ | Оригінальний показ |
| Сезон | Епізоди | Епізоди | Перший показ       | Останній показ     | Мережа             |
| ----- | ------- | ------- | ------------------ | ------------------ | ------------------ |
| 1     | 13      | 13      | 5 лютого 2023      | 21 травня 2023     | Kanal FOX          |

## Рейтинги серій

### Сезон 1 (2023)
| Серія       | Рейтинг (TOTAL) | Рейтинг (AB) | Рейтинг (ABC1) |
| ----------- | --------------- | ------------ | -------------- |
| 1.          | 3.54            | 2.25         | 2.83           |
| 2.          | 2.90            | 3.73         | 3,80           |
| 3.          | 3.26            | 3.72         | 3.54           |
| 4.          | 3.46            | 3.81         | 4.04           |
| 5.          | 3.40            | 3,88         | 4.42           |
| 6.          | 3.15            | 3.40         | 3.22           |
| 7.          | 3.05            | 2.73         | 2.96           |
| 8.          | 2.81            | 2.24         | 2.46           |
| 9.          | 2.29            | 2.90         | 2.65           |
| 10.         | 3.04            | 2.44         | 3.11           |
| 11.         | 2.21            | 2.28         | 2.23           |
| 12.         | 2.26            | 1.89         | 2.50           |
| 13. (фінал) | 2.55            | 2.18         | 2.97           |